# Bruno Gaspar
Bruno Miguel Boialvo Gaspar (Évora, 21 de abril de 1993) é um futebolista angolano que atua como lateral-direito. Atualmente joga pelo Vitória Sport Clube.[carece de fontes?]

## Carreira
Nascido em Évora, Bruno Gaspar ingressou nas categorias de base do Benfica aos 12 anos de idade, vindo do GDR Canaviais. Sua estreia como profissional foi em janeiro de 2013, quando a equipa B das Águias enfrentou o Santa Clara, empatando em 1 a 1. O primeiro golo, no entanto, saiu apenas um ano depois, em fevereiro de 2014, na vitória por 2 a 0 sobre o Braga B.
Em setembro do mesmo ano, foi emprestado ao Vitória de Guimarães, estreando na partida contra o Porto - foi dele o pênalti que originou o golo dos Dragões, feito por Yacine Brahimi. Ele, que também jogou uma vez pelo time B, foi contratado em definitivo pelo Vitória, assinando por 4 anos. No total, foram 80 jogos e nenhum gol (2 pela equipe B). Em junho de 2017, Gaspar assinou por 5 anos com a Fiorentina, porém não se afirmou no clube italiano: após 15 partidas, acabou por regressar a Portugal para defender o Sporting CP, também assinando por 5 temporadas. O primeiro golo do jogador pela agremiação foi contra o Belenenses, em janeiro de 2019 - foi também a primeira vez que Gaspar balançou as redes adversárias depois de 1.783 dias.

## Carreira internacional
Entre 2008 e 2011, Bruno Gaspar atuou nas seleções de base de Portugal, voltando em 2014 para defender a equipa dos Sub-21, num amigável contra a Inglaterra. Em maio de 2019, foi pré-convocado para defender Angola na Copa Africana de Nações; sua estreia pelos Palancas Negras foi contra a Guiné-Bissau, em junho.
Na competição disputada no Egito, o lateral participou dos 3 jogos de Angola (recebeu 2 cartões amarelos), que foi eliminada ainda na primeira fase, empatando 2 vezes (0 a 0 com a Mauritânia e 1 a 1 com a Tunísia) e perdendo por 1 a 0 frente ao Mali.

## Títulos
Sporting
- Taça de Portugal: 2018–19[11]
- Taça da Liga: 2018–19[carece de fontes?]